# Théorie BCS
Pour les articles homonymes, voir BCS.
 (février 2009).
Si vous disposez d'ouvrages ou d'articles de référence ou si vous connaissez des sites web de qualité traitant du thème abordé ici, merci de compléter l'article en donnant les références utiles à sa vérifiabilité et en les liant à la section « Notes et références ».
La théorie BCS est une théorie de la supraconductivité qui fut proposée en 1957 par John Bardeen, Leon Neil Cooper, et John Robert Schrieffer. Elle explique la supraconductivité par la formation de paires d'électrons (paires de Cooper) sous l'effet d'une interaction attractive entre électrons résultant de l'échange de phonons. Pour leur travail, ces auteurs obtinrent le prix Nobel de physique en 1972.

## Origine de l'attraction entre les électrons
Il est possible de comprendre l'origine de l'attraction entre les électrons grâce à un argument qualitatif simple.
Dans un métal, les électrons chargés négativement exercent une attraction sur les ions positifs qui se trouvent dans leur voisinage. Ces ions étant beaucoup plus lourds que les électrons, ils ont une plus grande inertie. Pour cette raison, lorsqu'un électron est passé près d'un ensemble d'ions positifs, ces ions ne reviennent pas immédiatement à leur position d'équilibre d'origine. Il en résulte un excès de charges positives à l'endroit où cet électron est passé. Un second électron sentira donc une force attractive résultant de cet excès de charges positives. Bien évidemment, les électrons et les ions doivent être décrits par la mécanique quantique, en tenant compte de l'indiscernabilité des électrons, et cet argument qualitatif est justifié par des calculs plus rigoureux. Le traitement théorique complet utilise les méthodes de la seconde quantification, et se base sur le hamiltonien de Herbert Fröhlich.
{\displaystyle H=\sum _{k,\sigma }\epsilon (k)c_{k,\sigma }^{\dagger }c_{k,\sigma }+\sum _{q}\hbar \omega _{q}b_{q}^{\dagger }b_{q}+{\frac {1}{\sqrt {\omega }}}\sum _{k,q,\sigma }g(k,q)[c_{k+q,\sigma }^{\dagger }b_{q}c_{k,\sigma }+c_{k-q,\sigma }^{\dagger }b_{q}^{\dagger }c_{k,\sigma }]}
où {\displaystyle c_{k,\sigma }} est un opérateur d'annihilation pour un électron de spin {\displaystyle \sigma }, et de quasi-impulsion {\displaystyle k}, {\displaystyle b_{q}} est l'opérateur d'annihilation d'un phonon de quasi-impulsion {\displaystyle q}, {\displaystyle c_{k,\sigma }^{\dagger }}
et {\displaystyle b_{q}^{\dagger }} sont les opérateurs de création correspondants, et {\displaystyle g(k,q)} est l'élément de matrice du couplage électron-phonon. Ce terme décrit l'émission ou l'absorption de phonons par les électrons. Dans ces processus, la quasi-impulsion est conservée.
Au moyen d'une transformation canonique, on peut éliminer l'interaction électron-phonon du hamiltonien de Fröhlich pour obtenir une interaction effective entre les électrons. Une approche alternative consiste à utiliser la théorie de perturbation au second ordre dans le couplage électron phonon. Dans cette approche, un électron émet un phonon virtuel qui est aussitôt absorbé par un autre électron. Ce processus est la version quantique de l'argument qualitatif semi-classique du début du paragraphe. On trouve un élément de matrice pour l'interaction entre les électrons de la forme :
{\displaystyle \langle k-q,k'+q\mid V_{eff.}\mid k,k'\rangle ={\frac {2\mid g(k,q)\mid ^{2}\hbar \omega _{q}}{(\epsilon (k)-\epsilon (k+q))^{2}-(\hbar \omega _{q})^{2}}}}
Cet élément de matrice est en général positif, ce qui correspond à une interaction répulsive, mais pour {\displaystyle \mid \epsilon (k)-\epsilon (k+q)\mid <\hbar \omega _{q}} ce terme devient négatif ce qui correspond à une interaction attractive. Ces interactions attractives créées par échange de bosons virtuels ne sont pas limitées à la physique de la matière condensée. Un autre exemple est l'interaction attractive entre nucléons dans les noyaux atomiques par échange de mésons prédite par Hideki Yukawa.

## Conséquence de l'existence d'une interaction attractive
Leon N. Cooper a prédit en considérant deux électrons en présence d'une mer de Fermi inerte et possédant une interaction attractive faible, que quelle que soit la force de cette interaction ces deux particules formeraient un état lié, appelé paire de Cooper.
Ce résultat n'est pas trivial, car il est connu en mécanique quantique, qu'en trois dimensions, pour deux particules isolées, une interaction attractive trop faible ne permet pas la formation d'états liés (voir Landau et Lifchitz t.3). La présence de la mer de Fermi, qui interdit aux deux particules d'occuper les niveaux d'énergie inférieure à l'énergie de Fermi est l'élément qui permet l'existence de l'état lié pour une interaction faible. L'énergie de cet état lié s'annule avec la force de l'attraction avec une singularité essentielle, ce qui indique que l'état lié ne peut pas s'obtenir par une théorie de perturbation dans l'interaction électron-électron.
Le calcul de Cooper est critiquable en ce sens qu'il ne considère que deux électrons et suppose que les autres électrons qui sont sous la surface de Fermi échappent à l'effet de l'interaction.
La théorie BCS lève cette objection en traitant tous les électrons sur un pied d'égalité.
Le hamiltonien de la théorie BCS s'écrit en seconde quantification :
{\displaystyle H=\sum _{k,\sigma }\epsilon (k)c_{k,\sigma }^{\dagger }c_{k,\sigma }-{\frac {g}{\Omega }}\sum _{k,k',q \atop \sigma ,\sigma '}c_{k+q,\sigma }^{\dagger }c_{k-q,\sigma '}^{\dagger }c_{k,\sigma '}c_{k,\sigma }}
Bardeen, Cooper et Schrieffer ont introduit une fonction d'onde variationnelle pour décrire
l'état fondamental de ce hamiltonien de la forme :
{\displaystyle \mid \Psi \rangle =\prod _{k}(u_{k}+v_{k}c_{k,\uparrow }^{\dagger }c_{-k,\downarrow }^{\dagger })\mid 0\rangle }.
Cette fonction d'onde variationnelle décrit la création de paires de Cooper par l'opérateur {\displaystyle c_{k,\uparrow }^{\dagger }c_{-k,\downarrow }^{\dagger }}. Une paire de Cooper est donc formée de deux électrons de spin opposés et de quasi-impulsions opposées. Plus généralement, une paire de Cooper est formée de deux électrons dans des états reliés l'un à l'autre par renversement du temps.
Cette propriété permet de comprendre l'existence de l'effet Meissner dans un supraconducteur. En effet, en présence d'un champ magnétique, la dégénérescence entre états reliés par renversement du temps est levée ce qui réduit l'énergie de liaison des paires de Cooper. Pour garder l'énergie libre gagnée en formant les paires de Cooper, il est avantageux lorsque le champ magnétique est suffisamment faible de l'expulser du supraconducteur. Au-delà d'un certain champ magnétique, il est plus avantageux de détruire la supraconductivité soit localement (supraconducteurs de type II) ou globalement (supraconducteurs de type I).
La fonction d'onde de BCS présente une certaine analogie avec les fonctions d'onde d'états cohérents de l'oscillateur harmonique et plus généralement les fonctions d'onde d'états cohérents bosoniques.
Cette analogie indique en particulier que dans l'état fondamental du hamiltonien de BCS la quantité:
{\displaystyle \langle c_{k,\uparrow }^{\dagger }c_{-k,\downarrow }^{\dagger }\rangle \neq 0}.
Cette propriété est la signature d'un ordre non-diagonal à longue distance. Cet ordre non-diagonal est lié à la brisure de la symétrie de jauge U(1). En effet, si on change les phases des opérateurs de création, (ce qui est une symétrie du hamiltonien BCS), on change la valeur moyenne du paramètre d'ordre. La fonction d'onde BCS qui a une symétrie plus basse que le hamiltonien BCS décrit donc une brisure spontanée de symétrie de jauge. Dans la théorie de Ginzburg-Landau, le paramètre d'ordre {\displaystyle \psi } qui décrit l'état supraconducteur est proportionnel à {\displaystyle \langle c_{k,\uparrow }^{\dagger }c_{-k,\downarrow }^{\dagger }\rangle } comme l'a montré L. P. Gor'kov par des méthodes de fonctions de Green.
Une méthode plus simple a été introduite par Bogolioubov et Valatin pour étudier le hamiltonien BCS.
Elle se base sur l'introduction de nouvelles particules par la transformation de Bogolioubov.
P. W. Anderson a aussi introduit une méthode utilisant des opérateurs de pseudospins. Enfin, il est possible de reformuler la théorie BCS à l'aide de fonctions de Green et de diagrammes de Feynman.

## Thermodynamique d'un supraconducteur selon la théorie BCS
La théorie BCS de la supraconductivité offre une description thermodynamique précise des matériaux supraconducteurs. À la transition supraconductrice, la capacité thermique spécifique présente un saut discontinu, résultant de la formation de paires de Cooper. Ce saut de chaleur témoigne de la condensation massive d'électrons dans l'état supraconducteur. De plus, la conductivité thermique augmente considérablement, soulignant une efficacité exceptionnelle dans le transport de la chaleur. Ces caractéristiques, prédites par la théorie BCS, sont cruciales pour la compréhension fondamentale des supraconducteurs et ouvrent des perspectives prometteuses pour des applications technologiques avancées.

## Conséquences de la théorie BCS
- Effet isotopique
- Pic de cohérence dans le taux de relaxation {\displaystyle 1/T_{1}} en résonance magnétique nucléaire (Hebel et Slichter).
- Effet Josephson
- Observation du gap supraconducteur par effet tunnel (Giaever).

## Théorie d'Eliashberg
Dans certains matériaux tels que le plomb, il n'est plus possible de traiter l'interaction électron-phonon par la théorie des perturbations. Une théorie plus complète de la supraconductivité prenant en compte le couplage électron-phonon est nécessaire. Cette théorie a été développée par Gerasim Eliashberg (de).

## Applications à l'hélium 3
Dans l'hélium 3, une transition superfluide a été observée dans les années 1970 par Douglas Osheroff, Robert C. Richardson et David M. Lee. 

Comme l'hélium 3 est formé de fermions (alors que l'hélium 4 est formé de bosons), cette transition de phase ne peut pas être une condensation de Bose. Cependant, la superfluidité de l'hélium 3 peut être expliquée de manière analogue à la supraconductivité des métaux par la formation de paires de Cooper entre les atomes d'hélium 3. Il existe dans l'hélium 3 deux phases superfluides décrites par les théories de Balian-Werthamer et d'Anderson-Brinkman-Morel.

## Controverses sur la théorie
Selon J.E. Hirsch, bien que la théorie soit largement acceptée, celle-ci échoue à prévoir de nouveaux matériaux supraconducteurs, et nécessite des ajouts théoriques pour expliquer les propriétés des supraconducteurs haute-température. Cela va à l'encontre du rasoir d'Ockham, qui stipule qu'on ne doit pas multiplier les hypothèses, ce qui revient à dire que la nature est économe dans ses causes. Cette accumulation d'anomalies pourrait signifier l'abandon du paradigme BCS et l'imminence d'une révolution scientifique dans le domaine, tel qu'il a été défini par Thomas Kuhn dans le livre la Structure des révolutions scientifiques. De plus, selon J.E. Hirsch, la théorie BCS est incapable d'expliquer un certain nombre de constatations empiriques : la règle de Chapnik, l'effet Tao et de l'effet de Heer.

### en anglais
- W. Jones et N. H. March, Theoretical Solid State Physics (Dover)
- M. Tinkham, Introduction to superconductivity (Mc Graw-Hill)
- P.-G. de Gennes, Superconductivity of metals and alloys (Addison-Wesley)
- J. R. Schrieffer, Theory of Superconductivity (Addison-Wesley)
- G. Rickayzen Theory of Superconductivity (Academic Press)
- J. M. Blatt, Theory of Superconductivity (Academic Press)
- P. W. Anderson, Basic Notions of Condensed Matter Physics (Addison-Wesley)
- A. L. Fetter et J. D. Walecka, Quantum Theory of Many-particle systems (Dover)
- G. D. Mahan, Many-particle physics (Plenum)
- A. A. Abrikosov, L. P. Gor'kov et I. E. Dzialoshinskii Methods of Quantum Field Theory in Statistical Physics (Dover)
- Bardeen, Cooper et Schrieffer sur le site de la fondation Nobel
- P. Hirschfeld, Solid State Physics II
- P. Hirschfeld, High-Temperature Superconductivity
- N. B. Kopnin, Theory of Superconductivity